# Arbeitsgericht Varel
Das Arbeitsgericht Varel war ein deutsches Arbeitsgericht mit Sitz in Varel.

## Geschichte
Gemäß Arbeitsgerichtsgesetz vom 23. Dezember 1926 wurden in Deutschland Arbeitsgerichte gebildet. Diese waren nur in der ersten Instanz organisatorisch selbstständige Gerichte, die Landesarbeitsgerichte waren den Landgerichten zugeordnet. Am Landgericht Oldenburg entstand so 1927 das Landesarbeitsgericht Oldenburg mit zwei Kammern als einziges Landesarbeitsgericht des Landesteils Oldenburg des Freistaats Oldenburg. Darunter wurden 7 Arbeitsgerichte, darunter das Arbeitsgericht Varel, eingerichtet. Es war für die Gerichtsbezirke der Amtsgerichte Jever und Varel zuständig. Am Gericht bestanden eine Kammern für Arbeiter, eine Kammer für Angestellte und eine Kammer für Handwerk.
Nach der Besetzung Deutschlands durch die Alliierten wurden 1945 zunächst alle Gerichte geschlossen. Die ordentlichen Gerichte wurden schon bald wieder eröffnet, während die Arbeitsgerichte zunächst nicht wieder eingerichtet wurden, so dass arbeitsgerichtliche Streitigkeiten von den ordentlichen Gerichten erledigt werden mussten. Gemäß Kontrollratsgesetz 21 vom 30. März 1946 sollten in Deutschland Arbeitsgerichte aufgebaut werden. Das Arbeitsgericht Varel entstand dabei nicht neu.